# مقاطعة خنداب
مقاطعة خنداب (بالفارسية: شهرستان خنداب) هي إحدى مقاطعات محافظة مركزي في إيران. كان عدد سكان المقاطعة سنة 2006 حوالي 59,112 نسمة.